# Kosmos 131
Kosmos 131 (ros. Космос 131) – radziecki satelita rozpoznania optycznego z okresu zimnej wojny. Dwudziesty trzeci statek typu Zenit-4, należący do programu Zenit, który znalazł się na orbicie. Misja satelity rozpoczęła się w 12 listopada 1966 roku. Konstrukcja satelity została oparta na załogowych kapsułach Wostok.

## Budowa i działanie

Rakieta Woschod 11A57 (druga z prawej), która wyniosła na orbitę satelitę Kosmos 131

Optyczne satelity wywiadowcze serii Zenit 4 zostały zbudowane w oparciu o doświadczenia wyniesione z budowy serii satelitów Zenit 2, które z kolei bazowały na załogowym statku Wostok. Satelity serii Zenit 4 w porównaniu do statków wcześniejszej generacji, zostały wyposażone w kamerę o wyższej rozdzielczości, Ftor 4, która charakteryzowała się ogniskową 3 m . Po ośmiodniowym pobycie na orbicie od statku oddzielała się kapsuła z filmem fotograficznym, która następnie lądowała w wyznaczonym miejscu na spadochronie .

## Misja
Misja satelity rozpoczęła się 12 listopada 1966 roku, kiedy rakieta Woschod 11A57 wyniosła z kosmodromu Bajkonur satelitę Kosmos 131 na niską orbitę okołoziemską. Po znalezieniu się na orbicie satelita otrzymał oznaczenie COSPAR 1966-105A  . Była to dwudziesta trzecia zakończona sukcesem misja satelity z serii Zenit 4 .
Po zakończeniu misji część satelity nie lądująca na spadochronie, spłonęła w górnych warstwach atmosfery 20 listopada 1966 roku .